# Psectrosema alfierii
Psectrosema alfierii är en tvåvingeart som beskrevs av Debski 1922. Psectrosema alfierii ingår i släktet Psectrosema och familjen gallmyggor.
Artens utbredningsområde är Egypten. Inga underarter finns listade i Catalogue of Life.